# Heibach
Die Ortschaft Heibach ist ein Ortsteil der Gemeinde Lindlar, Oberbergischen Kreis im Regierungsbezirk Köln in Nordrhein-Westfalen (Deutschland).

## Lage und Beschreibung
Heibach liegt nördlich von Lindlar an der Landesstraße 284 die von Hartegasse nach Untereschbach (Overath) führt.
Durch Heibach fließt fließt der gleichnamige Bach und die Lindlarer Sülz. Eine Vielzahl von kleinen und großen Teichanlagen werden am südlichen Ortsrand durch diese Gewässer gespeist.

## Geschichte
Heibach wurde erstmals im Jahr 1487 als Heibach (= Heidbach) urkundlich erwähnt.
Die Topographia Ducatus Montani des Erich Philipp Ploennies, Blatt Amt Steinbach, belegt, dass der Wohnplatz bereits 1715 vier Hofstellen besaß, die als Heübach beschriftet sind. Carl Friedrich von Wiebeking benennt die Hofschaft auf seiner Charte des Herzogthums Berg 1789 als Heybach. Aus ihr geht hervor, dass der Ort zu dieser Zeit Teil der Honschaft Breidenbach im Kirchspiel Lindlar war.
Der Ort ist auf der Topographischen Aufnahme der Rheinlande von 1825 als Heibach verzeichnet. Die Preußische Uraufnahme von 1840 zeigt den Wohnplatz unter dem Namen Haibach. Ab der Preußischen Neuaufnahme von 1894/96 ist der Ort auf Messtischblättern regelmäßig als Heibach verzeichnet.
Der Ort gehörte nach dem Zusammenbruch der napoleonischen Administration und deren Ablösung zur Bürgermeisterei Lindlar im Kreis Wipperfürth.
Für das Jahr 1830 werden für den als Haibach bezeichneten Ort 69 Einwohner angegeben. Der 1845 laut der Uebersicht des Regierungs-Bezirks Cöln als Weiler kategorisierte und Haibach bezeichnete Ort besaß zu dieser Zeit sechs Wohngebäude mit 68 Einwohnern, alle katholischen Bekenntnisses.
Die Gemeinde- und Gutbezirksstatistik der Rheinprovinz führt Heibach 1871 mit 14 Wohnhäusern und 73 Einwohnern auf. Im Gemeindelexikon für die Provinz Rheinland von 1888 werden für Heibach 12 Wohnhäuser mit 67 Einwohnern angegeben. 1895 besitzt der Ort 13 Wohnhäuser mit 56 Einwohnern und gehörte konfessionell zum katholischen Kirchspiel Süng, 1905 werden elf Wohnhäuser und 49 Einwohner angegeben.

## Sehenswürdigkeiten
Die Fachwerk-Hofanlage Heibach 4 mit angebautem Bruchsteinstall und freistehender Scheune stehen unter Denkmalschutz.

## Busverbindungen
Haltestelle Heibach:
- 332 Wipperfürth – Lindlar – Remshagen – Engelskirchen Bf. (OVAG)
- 335 Frielingsdorf – Hartegasse / Fenke – Lindlar – Linde – Biesfeld – Dürscheid – Herkenrath – Sand – Bergisch Gladbach (S) (OVAG)

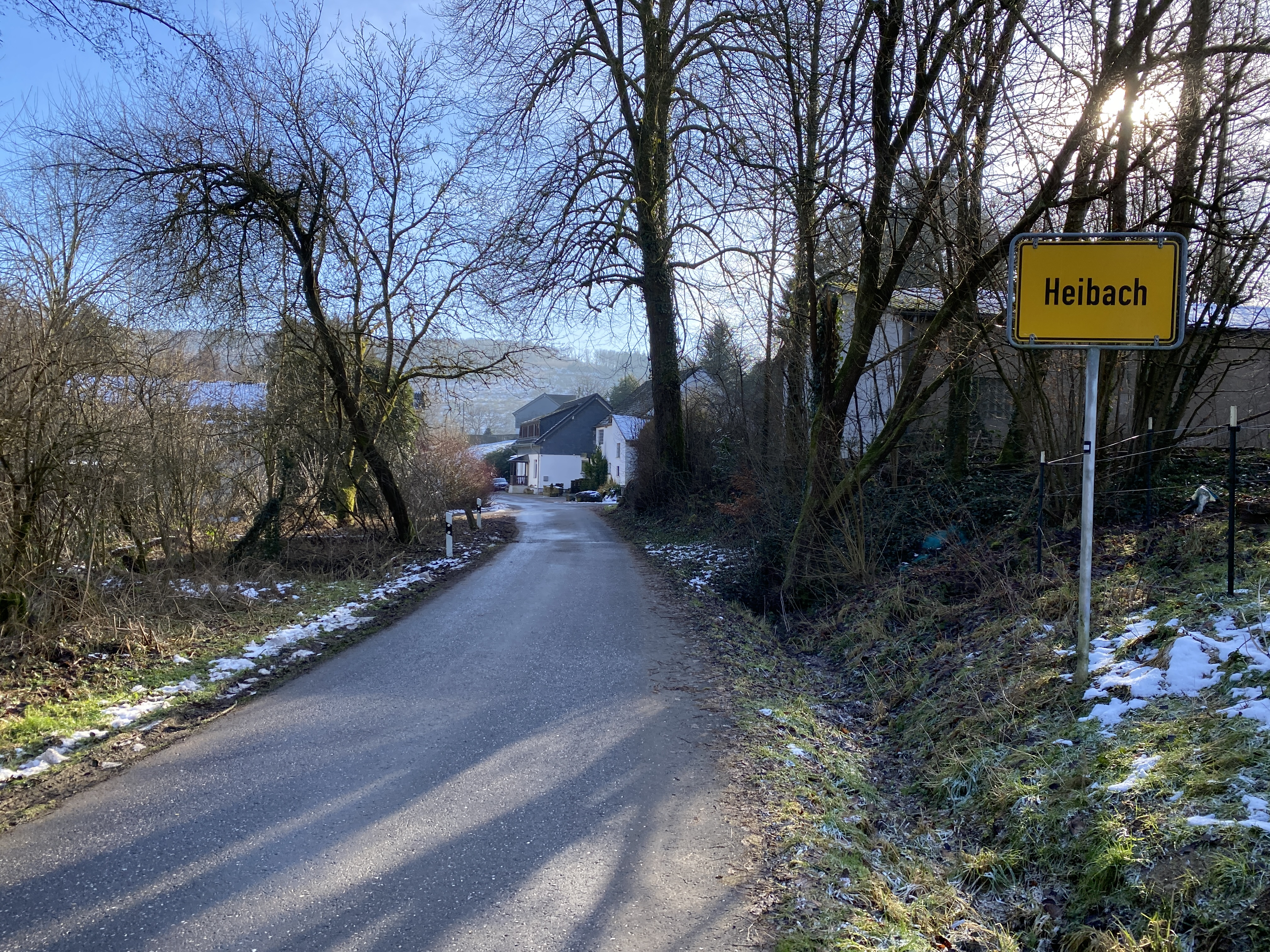
Heibach – nördl. Ortseinfahrt
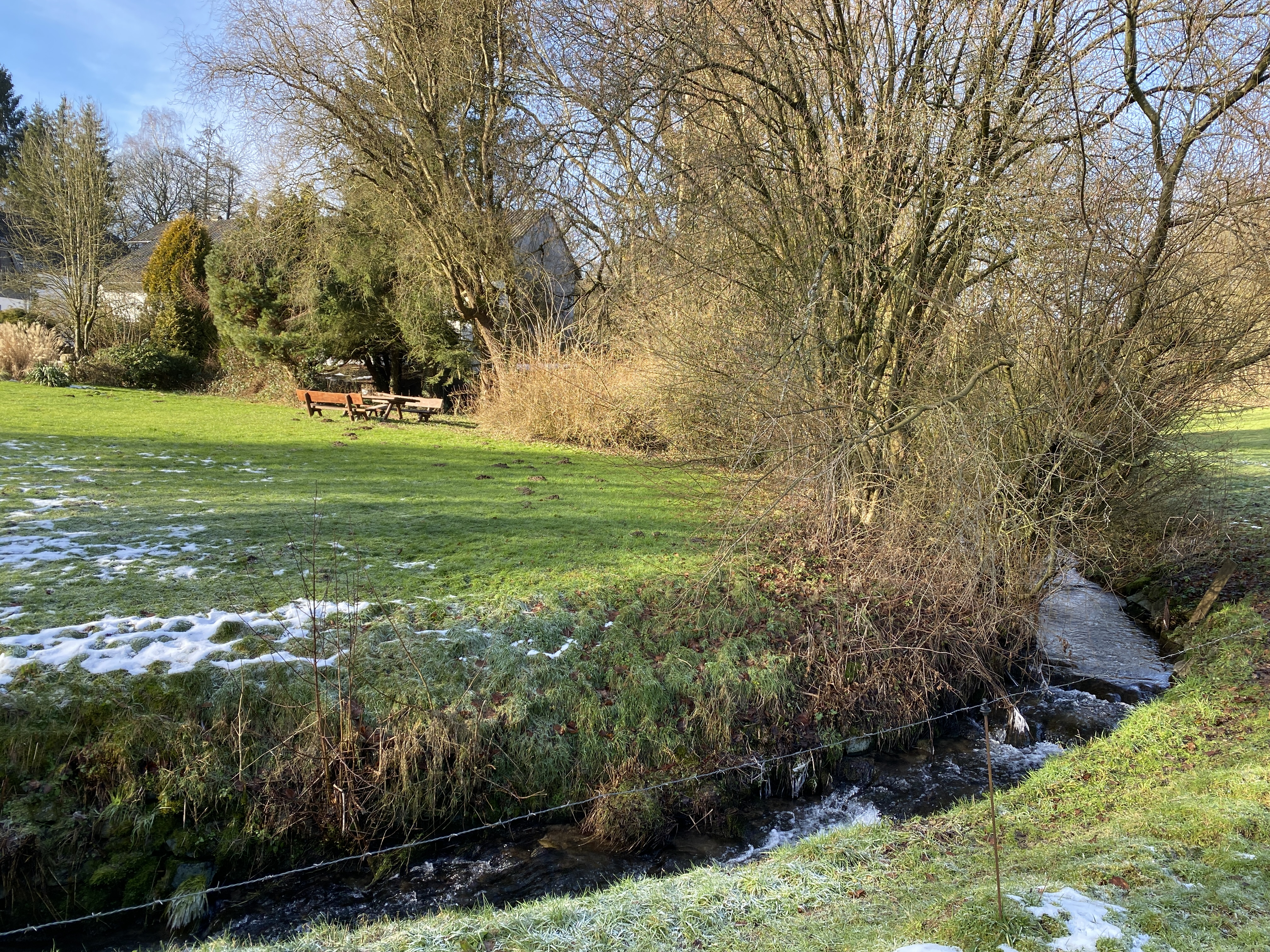
Heibach – gleichnamiger Bach im Ort
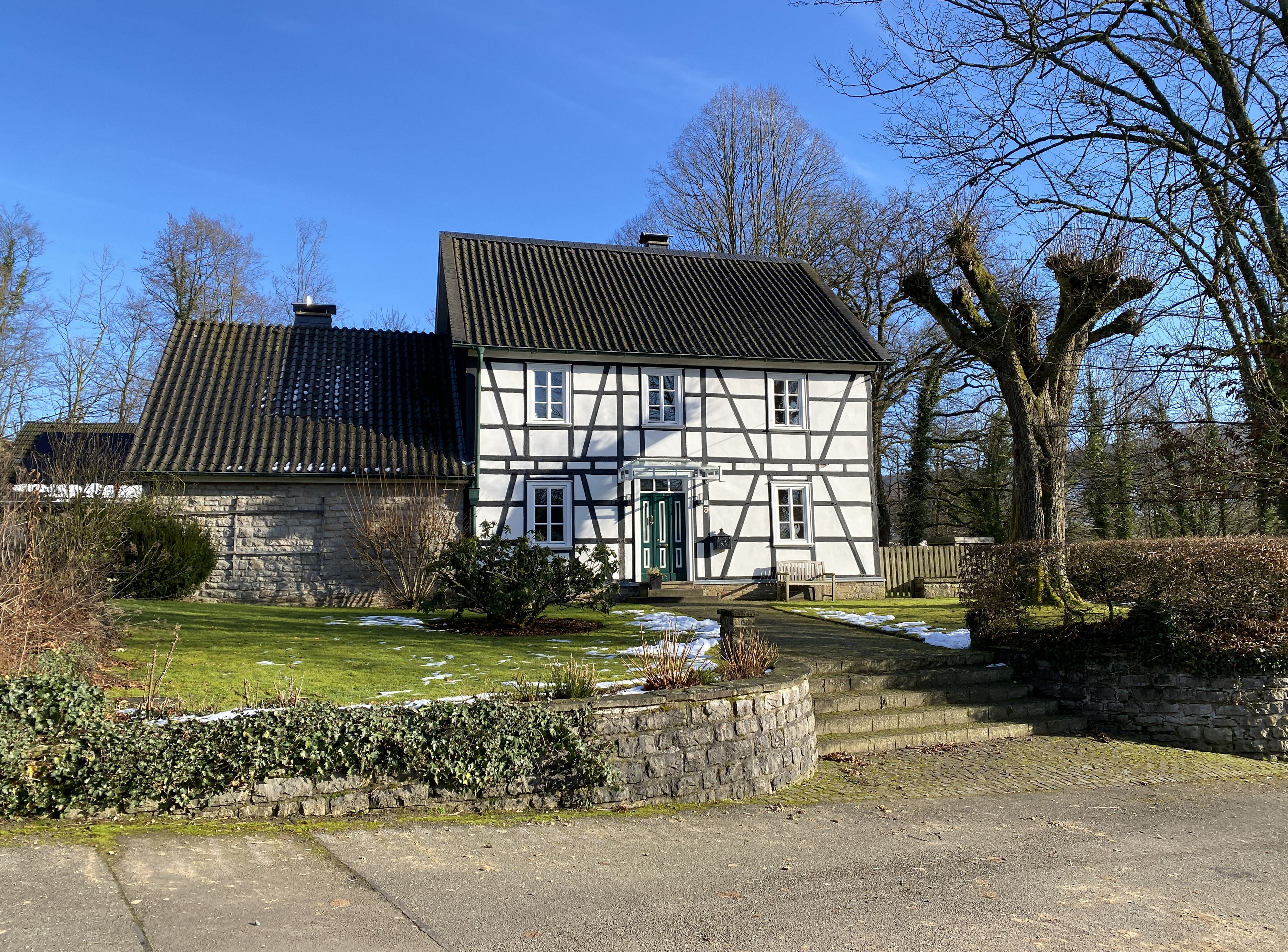
Baudenkmal Heibach 4
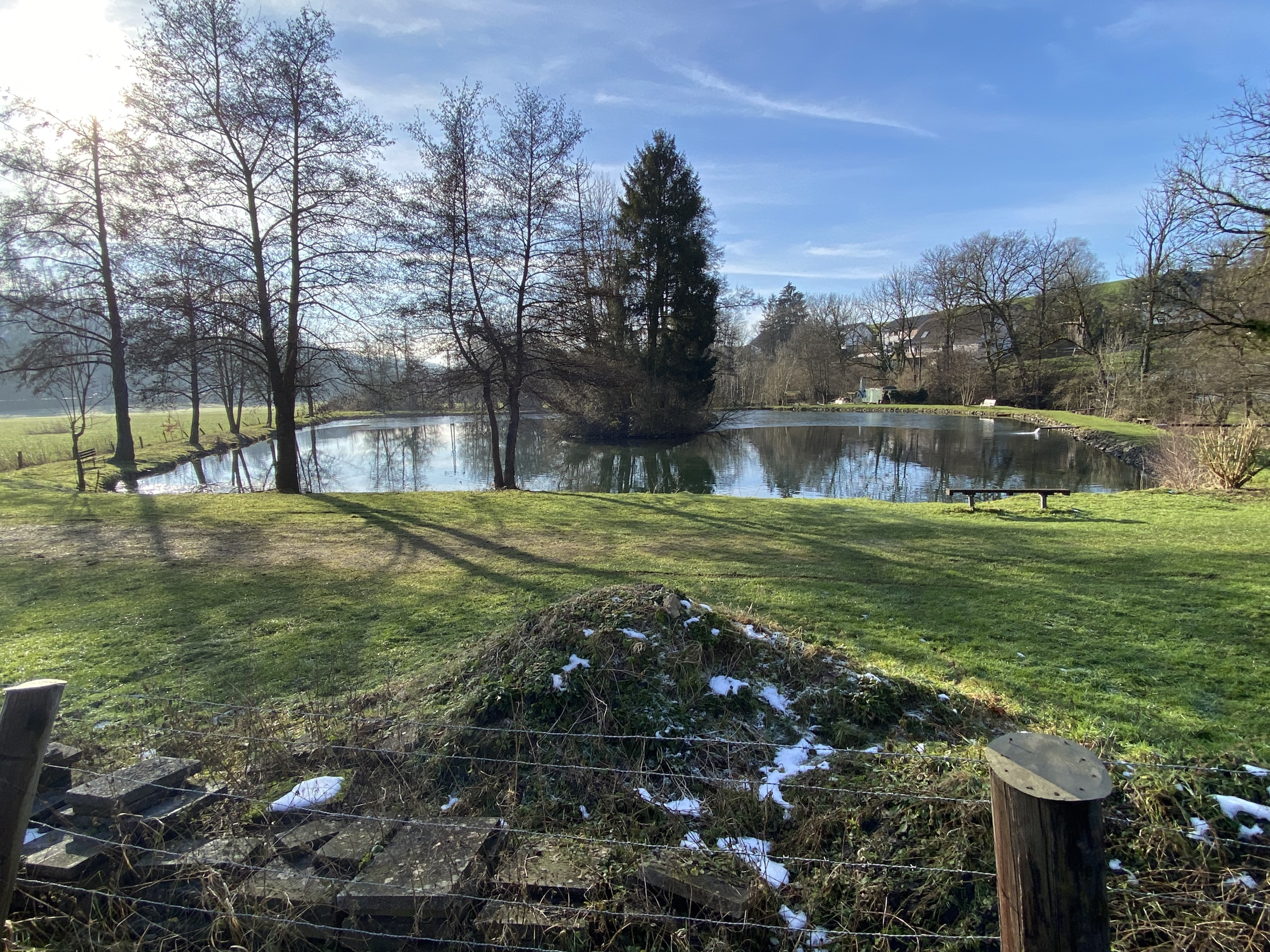
Teichanlage an der Lindlarer Sülz
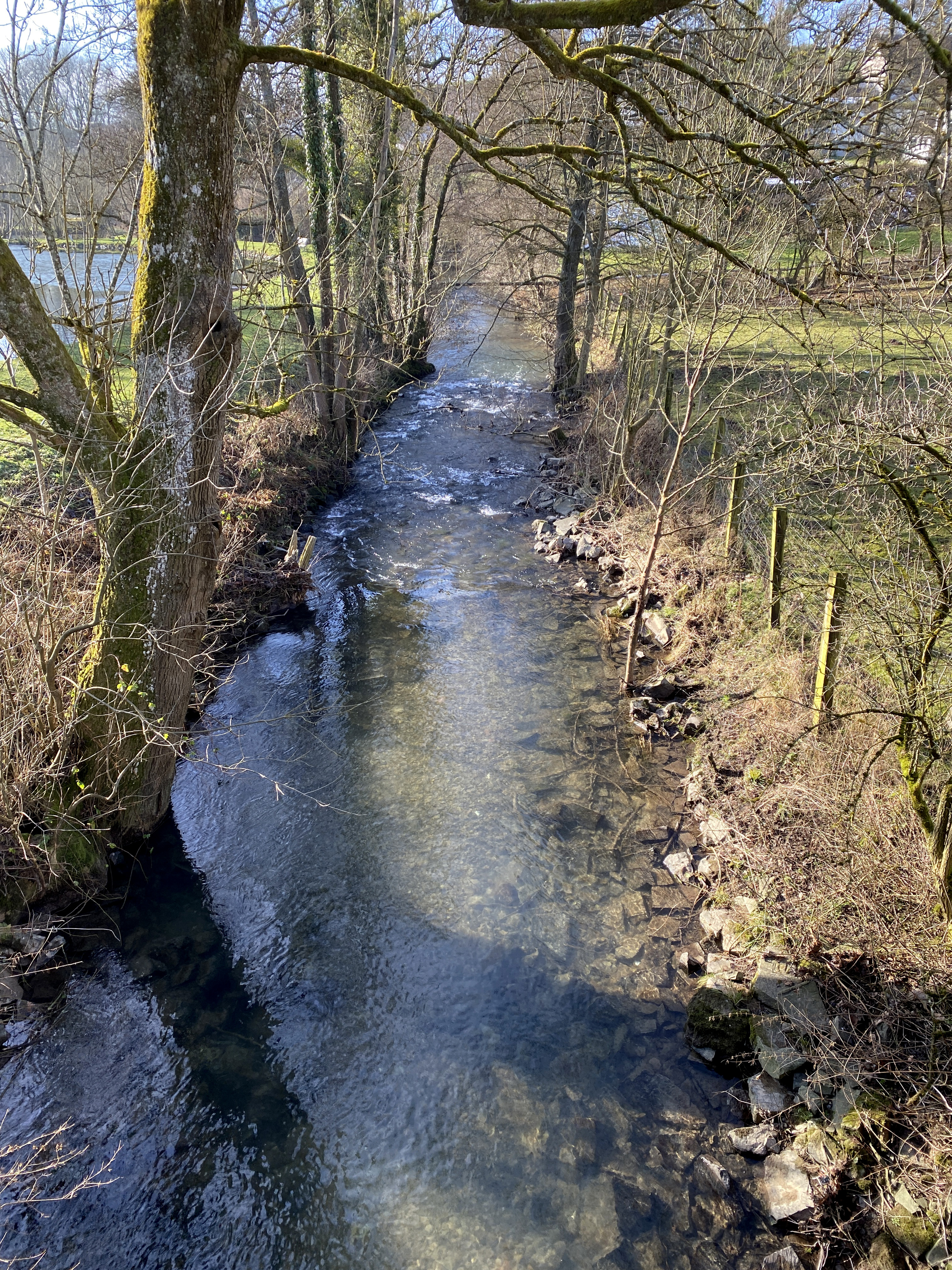
Lindlarer Sülz in Heibach
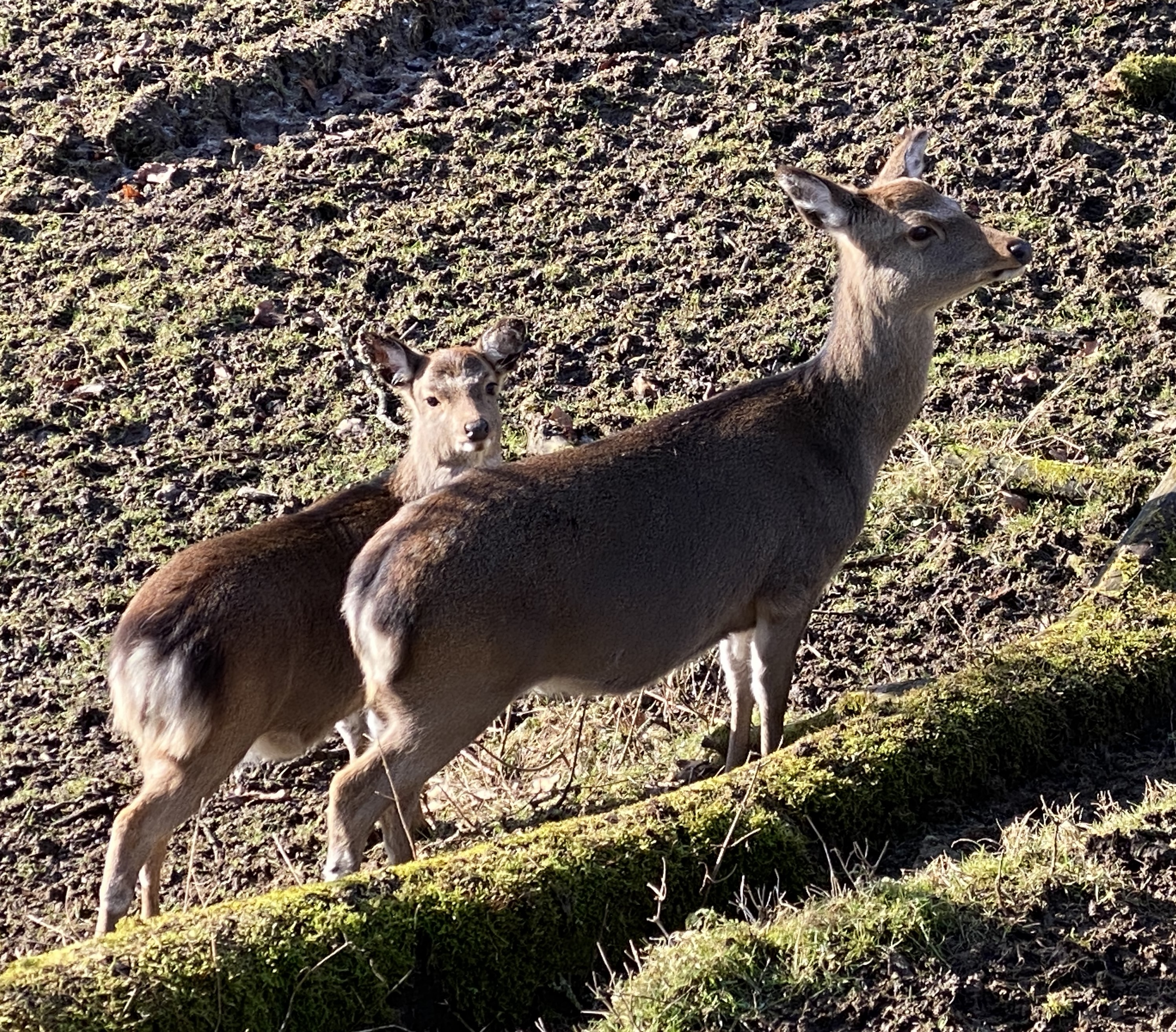
Wildgehege in Heibach